# ...En their medh ríki fara...
...En their medh ríki fara... (v překladu ze staré severštiny Ve slávě půjdou) je debutní studiové album německé viking/folk/black metalové skupiny Falkenbach z roku 1996, které vyšlo u vydavatelství No Colours Records. Album nazpíval a všechny nástroje nahrál jediný stálý člen kapely Markus Tümmers vulgo Vratyas Vakyas.

## Seznam skladeb
1. Galdralag – 06:19
2. Heathenpride – 08:42
3. Laeknishendr – 06:17
4. Ultima Thule – 03:23
5. Ásum ok álfum nær... – 07:44
6. Winternight – 04:21
7. …Into the Ardent Awaited Land… – 06:00
8. The Heralder – 09:05 (bonusová skladba na picture LP)

## Sestava
- Vratyas Vakyas – vokál, všechny nástroje